# باولا أرلوتا
باولا أرلوتا (من مواليد 1971) هي أستاذة عائلة جولوب للخلايا الجذعية وعلم الأحياء التجديدي في جامعة هارفارد ورئيسة قسم الخلايا الجذعية وعلم الأحياء التجديدي في جامعة هارفارد. تركز أبحاثها على تطور أنواع الخلايا العصبية في القشرة المخية. اشتهرت بعملها باستخدام العضي المخي ثلاثية الأبعاد المشتقة من الخلايا الجذعية متعددة القدرات البشرية لدراسة التطور القشري في الاضطرابات العصبية التنكسية والنفسية العصبية.

## الحياة المبكرة والتعليم
ولدت أرلوتا عام 1971 ونشأت في كابريفا دل فريولي بإيطاليا. درست في غرتسية. حصلت على درجة الماجستير في الكيمياء الحيوية من جامعة ترييستي ودرجة الدكتوراه في علم الأحياء الجزيئي من جامعة بورتسموث تحت إشراف سانتا جيه أونو في عام 2000. كان عنوان أطروحتها للدكتوراه "مجموعة بروتين الحركة العالية: التنظيم النسخي والمشاركة في تكوين الأورام الشحمية في الفئران المعدلة وراثيًا". ثم أكملت أبحاث ما بعد الدكتوراه في كلية الطب بجامعة هارفارد تحت إشراف جيفري ماكليس في كلية الطب بجامعة هارفارد. عملت في مستشفى بوسطن للأطفال ومستشفى ماساتشوستس العام لدراسة تكوين الخلايا العصبية وإصلاح الجهاز العصبي المركزي. كما عملت أيضًا كمدرس في جراحة الأعصاب في كلية الطب بجامعة هارفارد حتى عام 2007.
في عام 2007، انضمت أرلوتا إلى هيئة التدريس في جامعة هارفارد بمختبر في حرم كامبريدج. وأصبحت أستاذة مشاركة في علم الخلايا الجذعية وعلم الأحياء التجديدي في مركز موريس كاهن، بالإضافة إلى كونها عضو هيئة تدريس في معهد هارفارد للخلايا الجذعية. تمت ترقيتها إلى منصب أستاذة عائلة جولوب للخلايا الجذعية وعلم الأحياء التجديدي في جامعة هارفارد. في عام 2018، تم تعيين أرلوتا رئيسًا لقسم علم أحياء الخلايا الجذعية وتم تعيينها في المجلس التنفيذي لعلم الأحياء الكمي. كما عملت أيضًا في لجنة تحكيم العلوم الحياتية لجائزة إنفوسيس في عام 2019.

## العمل والأبحاث
تركز أبحاث أرلوتا على فهم العوامل الجزيئية التي توجه ولادة الخلايا العصبية وتمايزها وتجمعها في القشرة المخية. يقوم مختبرها بتطوير نماذج مختبرية لتطور العضي المخي البشري وعلم الأمراض باستخدام العضيات المخية ثلاثية الأبعاد.
بالإضافة إلى مناصبها في قسم الخلايا الجذعية وعلم الأحياء التجديدي في جامعة هارفارد، فإن أرلوتا هي أيضًا عضو معهد في معهد برود،وعضو مشارك في مركز ستانلي للأبحاث النفسية في معهد برود، وعضو هيئة تدريس رئيسي في معهد هارفارد للخلايا الجذعية، حيث تعمل أيضًا كمدير مشارك لبرنامج علم الأعصاب.

## الجوائز والميداليات
- جائزة براديل للأبحاث (2024)[14]
- جائزة جورج ليدلي[12]
- جائزة فاني كوكس للتميز في تدريس العلوم[12]
- جائزة فريدريش فيلهلم بيسل للأبحاث من مؤسسة ألكسندر فون هومبولت[12]
- مؤسسة نيويورك للخلايا الجذعية، روبرتسون، باحث في مجال الخلايا الجذعية (2011)[15]
- جائزة جورج ليدلي من رئيس وزملاء كلية هارفارد[16]

## المنشورات
- Arlotta، P؛ Molyneaux، BJ؛ Chen، J؛ Inoue، J؛ Kominami، R؛ Macklis، JD (20 يناير 2005). "Neuronal subtype-specific genes that control corticospinal motor neuron development in vivo". Neuron. ج. 45 ع. 2: 207–21. DOI:10.1016/j.neuron.2004.12.036. PMID:15664173. S2CID:14060892.
- Arlotta، P.؛ Molyneaux، B. J.؛ Jabaudon، D.؛ Yoshida، Y.؛ Macklis، J. D. (16 يناير 2008). "Ctip2 Controls the Differentiation of Medium Spiny Neurons and the Establishment of the Cellular Architecture of the Striatum". Journal of Neuroscience. ج. 28 ع. 3: 622–632. DOI:10.1523/JNEUROSCI.2986-07.2008. PMC:6670353. PMID:18199763.
- Velasco، Silvia؛ Kedaigle، Amanda J.؛ Simmons، Sean K.؛ Nash، Allison؛ Rocha، Marina؛ Quadrato، Giorgia؛ Paulsen، Bruna؛ Nguyen، Lan؛ Adiconis، Xian (5 يونيو 2019). "Individual brain organoids reproducibly form cell diversity of the human cerebral cortex". Nature. ج. 570 ع. 7762: 523–527. Bibcode:2019Natur.570..523V. DOI:10.1038/S41586-019-1289-X. hdl:1721.1/125050. PMC:6906116. PMID:31168097. S2CID:174809216.
- Zonouzi، M؛ Berger، D؛ Jokhi، V؛ Kedaigle، A؛ Lichtman، J؛ Arlotta، P (4 يونيو 2019). "Individual Oligodendrocytes Show Bias for Inhibitory Axons in the Neocortex". Cell Reports. ج. 27 ع. 10: 2799–2808.e3. DOI:10.1016/j.celrep.2019.05.018. PMC:7968376. PMID:31167127.
- Quadrato، Giorgia؛ Nguyen، Tuan؛ Macosko، Evan Z.؛ Sherwood، John L.؛ Min Yang، Sung؛ Berger، Daniel R.؛ Maria، Natalie؛ Scholvin، Jorg؛ Goldman، Melissa (26 أبريل 2017). "Cell diversity and network dynamics in photosensitive human brain organoids". Nature. ج. 545 ع. 7652: 48–53. Bibcode:2017Natur.545...48Q. DOI:10.1038/NATURE22047. PMC:5659341. PMID:28445462.
- Tomassy، GS؛ Dershowitz، LB؛ Arlotta، P (فبراير 2016). "Diversity Matters: A Revised Guide to Myelination". Trends in Cell Biology. ج. 26 ع. 2: 135–147. DOI:10.1016/j.tcb.2015.09.002. PMC:4727993. PMID:26442841.
- Molyneaux، Bradley J.؛ Goff، Loyal A.؛ Brettler، Andrea C.؛ Chen، Hsu-Hsin؛ Brown، Juliana R.؛ Hrvatin، Siniša؛ Rinn، John L.؛ Arlotta، Paola (يناير 2015). "DeCoN: Genome-wide Analysis of In Vivo Transcriptional Dynamics during Pyramidal Neuron Fate Selection in Neocortex". Neuron. ج. 85 ع. 2: 275–288. DOI:10.1016/J.NEURON.2014.12.024. PMC:4430475. PMID:25556833.